# Killer Hacker
Pour plus de détails, voir Fiche technique et Distribution.
Killer Hacker (The Gene Generation) est un film américain de science-fiction réalisé par Pearry Reginald Teo sorti en 2007.

## Synopsis
Dans un monde futuriste, Michelle vit au jour le jour un combat contre des hackers d'ADN qui se servent de leurs compétences pour pénétrer dans les corps des gens et les tuer. Michelle est une tueuse qui ne craint rien ni personne jusqu'au jour où son frère Jackie, impliqué dans un vol, est propulsé dans le monde des hackers d'ADN mené par Shylocks. Michelle va prendre les armes dans ce monde immoral...

## Fiche technique
- Titre : Killer Hacker
- Titre original : The Gene Generation
- Réalisation : Pearry Reginald Teo
- Scénario : Keith Collea
- Production : Keith Collea, Cherelle George, Kim H. Winther et Stephanie Joyce
- Société de production : Ascension Pictures et Middle Link
- Musique : Scott Glasgow et Ronan Harris
- Photographie : Carmelo Casalenuovo
- Direction artistique : Rosie Sanders
- Costumes : Glenn Gregory Krah
- Genre : science-fiction
- Durée : 96 minutes
- Dates de sortie : 
  - États-Unis : 27 septembre 2007 (American Film Institute)
  - France : 16 mai 2008 (Festival de Cannes)
  - États-Unis : 9 janvier 2009 en DVD

## Distribution
- Bai Ling : Michelle
- Alec Newman : Christian
- Parry Shen : Jackie
- Faye Dunaway : Dr. Josephine Hayden
- Ethan Cohn : Mouse
- Robert David Hall : Abraham
- Michael Shamus Wiles : Solemn
- Daniel Zacapa : Randall
- Allison Dunbar : la femme de Christian
- Nick Tate : Docteur

## Suite
Le 4 février 2010, il a été révélé qu'une suite verra le jour, The Gene Generation: War of the Bloodlines, était en développement. Le tournage a débuté en mars 2010 et devrait être achevé en septembre 2010.